# مدينة طق طق
طق طق هي مدينة عراقية صغيرة تقع على ساحل الأيمن للزاب الصغير على مسافة 90 كم شرق اربيل و60 كم شمال مدينة كركوك. وفي عام 1918 أصبحت مركزا إداريا لناحية طق طق تابعا لقضاء كوي سنجق وفي عام 1960 استحدثت فيها دائرة البلدية، يبلغ عدد سكانها حوالي 20000 نسمة، تابعة إدارياً لمحافظة اربيل، وكذلك تعتبر منطقة سياحية، لوجود المناظر الطبيعية والأماكن الخلابة، ضمن خطة الخماسية قامت الحكومة العراقية ببناء جسراً كبيراً، بدأ بناء الجسر سنة 1954، وتم انجازه في سنة 1958.
في عام 1988 قامت الحكومة العراقية اللغاء الوحدة الإدارية فيها وأصبحت قرية تابعة لناحية طق طق، لكن بعد تشكيل حكومة إقليم كردستان العراق أصبحت مركزا لناحية طق طق، توجد فيها مراكز خدمية وإدارية ومحكمة وفرع للبنك المركزي.